# پارک سو یونگ
پارک سو یونگ (کره‌ای: 박수영؛ زادهٔ ۱۵ مارس ۱۹۷۰) بازیگر اهل کره جنوبی است. او به خاطر ایفای نقش در مجموعه‌های تلویزیونی از جمله به عشق گوش کن (۲۰۱۶), سلام خداحافظ مامان! (۲۰۲۰) و ثبت جوانی (۲۰۲۰) شناخته می‌شود

## فیلم‌شناسی

### مجموعه تلویزیونی
| سال  | عنوان                                 | نقش                   | منابع  |
| ---- | ------------------------------------- | --------------------- | ------ |
| ۲۰۱۱ | اگر فردا بیاید                        | لی جین گیو            | [ ۳ ]  |
| ۲۰۱۳ | شهر بی‌رحم                             | کارآگاه یانگ بان جانگ | [ ۴ ]  |
| ۲۰۱۳ | درامای ویژه کی‌بی‌اس: «شیطان سوار»      | آقای گونگ             | [ ۵ ]  |
| ۲۰۱۴ | پادشاه دبیرستان                       | یون دونگ جه           | [ ۶ ]  |
| ۲۰۱۴ | پینوکیو                               | جانگ کی بونگ          | [ ۷ ]  |
| ۲۰۱۵ | خانم ماما میا                         | شیم سوک بونگ          | [ ۸ ]  |
| ۲۰۱۶ | عشق بی‌پروا                            | نماینده نام‌گونگ       | [ ۹ ]  |
| ۲۰۱۶ | به عشق گوش کن                         | پارک یونگ سو          | [ ۱۰ ] |
| ۲۰۱۷ | شورشی: دزدی که مردم را دزدید          | کیم جا وون            | [ ۱۱ ] |
| ۲۰۱۷ | رفقای بد ۲                            | شین جو میونگ          | [ ۱۲ ] |
| ۲۰۱۸ | آجوشی من                              | لی جه چول             | [ ۱۳ ] |
| ۲۰۱۸ | بیا و بغلم کن                         | پیو تک                | [ ۱۴ ] |
| ۲۰۱۸ | فرزندان هیچکس                         | هونگ گی ته            | [ ۱۵ ] |
| ۲۰۱۸ | فقط برقص                              | ناظم                  | [ ۱۶ ] |
| ۲۰۱۹ | نور چشمانت                            | کیم بیون سوب          | [ ۱۷ ] |
| ۲۰۱۹ | پزشک زندانی                           | اوه چول مین           | [ ۱۸ ] |
| ۲۰۱۹ | عشق اول من                            | پدر دو هیون           | [ ۱۹ ] |
| ۲۰۱۹ | عشق اول من ۲                          | پدر دو هیون           | [ ۲۰ ] |
| ۲۰۲۰ | کفتار                                 | جو وو سوک             | [ ۲۱ ] |
| ۲۰۲۰ | سلام خداحافظ مامان!                   | چا مو پونگ            | [ ۲۲ ] |
| ۲۰۲۰ | مکانیک روح                            | اوه کی ته             | [ ۲۳ ] |
| ۲۰۲۰ | ثبت جوانی                             | سا یونگ نام           |        |
| ۲۰۲۲ | خاطرات رهایی من                       | پارک سانگ مین         | [ ۲۴ ] |
| ۲۰۲۲ | گلیچ                                  | کوان یونگ وونگ        |        |
| ۲۰۲۲ | می‌تونم کمکتون کنم؟                    | بک دال شیک            | [ ۲۵ ] |
| ۲۰۲۲ | خانه کاغذی: کره – منطقه اقتصادی مشترک | یون چانگ سو           |        |
| ۲۰۲۳ | اتفاقی دیدمت                          | هیونگ مان             | [ ۲۶ ] |